# إيجي أويدا
إيجي أويدا (باليابانية: 上田 栄治) من (مواليد 22 ديسمبر 1953)، هو لاعب كرة قدم ياباني سابق كان يلعب في منصب مهاجم.

## وصلات خارجية
- إيجي أويدا على موقع الاتحاد الدولي (مؤرشف)  (الإنجليزية)
- إيجي أويدا على موقع Soccerway.com (الإنجليزية)
- إيجي أويدا على موقع عالم كرة القدم.نت (الإنجليزية)
- إيجي أويدا على موقع أوليمبيديا (الإنجليزية)

- J.League Data Site (باليابانية)